# Acanthoceto acupicta
Espèce
Synonymes
- Clubiona acupicta Nicolet, 1849
- Gayenna marginata Keyserling, 1891
- Acanthoceto adelae Mello-Leitão, 1944

Acanthoceto acupicta est une espèce d'araignées aranéomorphes de la famille des Anyphaenidae.

## Distribution
Cette espèce se rencontre au Chili dans la région des Fleuves, en Argentine, en Uruguay et au Brésil au Rio Grande do Sul,.

## Description
Le mâle décrit par Ramírez en 1997 mesure 8,4 mm et la femelle 8,1 mm, les mâles mesurent de 4,8 à 8,9 mm et les femelles de 5,6 à 8,4 mm.

## Publication originale
- Nicolet, 1849 : Aracnidos. Historia física y política de Chile. Zoología, vol. 3, p. 319-543.